# Контрибуція
Контрибу́ція (Kontribution; від лат. contribuo — збираю, стягую — загальний внесок, громадський збір коштів):
- примусові післявоєнні платежі, які сплачує держава, що зазнала поразки у війні, державам-переможницям;
- примусові грошові або натуральні стягнення з населення окупованої території, які проводять окупаційні війська на свою користь[1].

Сучасним міжнародним правом заборонена.

## Виникнення

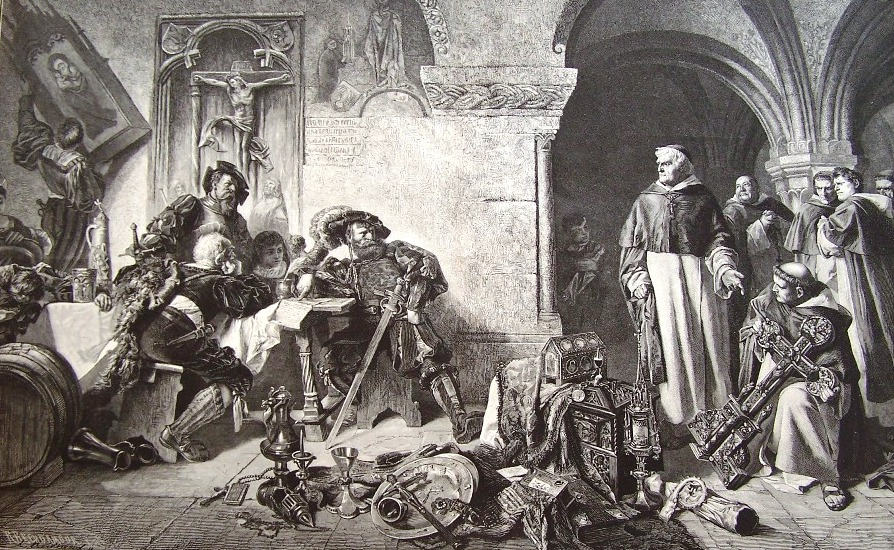
Накладення контрибуції на монастир

Виникнення контрибуції відносять до найдавніших часів. Це поняття існує стільки ж століть, скільки ведуться війни. Сторона, що перемогла розпоряджалася завойованими землями на свій розсуд, це було безумовне право, що випливає з факту перемоги. Щоб уберегти поселення від розорення, жителі відкуповувалися грошима, цінними речами, невільниками. Завойовники самі визначали розмір, форму і умови виплат, при цьому прагнучи не лише покрити військові витрати, але й отримати значну суму поверх того. Контрибуція довгий час була не правомірним стягненням компенсації, а грабунком (наприклад, німецький термін Brandschatzung, має два значення: накладення військової контрибуції і вимагання, грабунок).

## Опис
Контрибуцію першого типу є стягування з населення завойованої території певної суми грошей під час війни. Крім грошового оброку, також могли накладати продуктову повинність та інші види данини. Фактично, населення переможеної країни повністю забезпечувало армію загарбників. На початку ХХІ ст. такі несанкціоновані побори заборонені. Війська повинні купувати у населення необхідні товари, або експропріювати їх з гарантією подальшого відшкодування. Перша спроба захистити під час війни недоторканність майна мирних громадян була зроблена 1785 року. У договорі, укладеному між США і Пруссією, було оголошено принцип недоторканності приватної власності. 1799 року, не знайшовши застосування на практиці, його скасували. Лише в 1872 році його повторно прописали в трактаті між тими ж США та Італією, а 1874 року цей пункт включили в Брюссельську конференцію. Після розгляду, контрибуцію обмежили наступними пунктами:
- Контрибуцію стягували замість податків, які виплачувало населення державі в мирний час,
- У вигляді доставки необхідних війську товарів натурою,
- Як штраф, що заміняє іншу кримінальну відповідальність (особливо тоді, коли злочинця не виявили або він утік).

1889 року Перша Гаазька конференція розглянула ці пункти, а в 1907 році Друга Гаазька конференція переробила їх. Контрибуція тепер мала наступні обмеження:
- Якщо загарбник стягував з населення встановлені на користь держави податки, мита тощо, то він був зобов'язаний робити це згідно з чинними правилами оподаткування,
- Інші грошові стягнення, крім зазначених вище, можна було стягувати лише на потреби армії або управління цим краєм,
- Грошове стягнення не можна було накладати на все населення за вчинки окремих осіб, якщо в них не можна було вгледіти солідарної відповідальності громадян,
- Контрибуції стягували тільки на підставі письмового наказу головнокомандувача і під його відповідальність; при отриманні грошей видавали розписку.

Контрибуції другого типу накладалися на уряд переможеної держави після закінчення війни і являли собою компенсацію військових витрат переможця. Зазвичай, переможець бажав не лише покрити військові витрати, пов'язані із завоюванням території, але й відшкодувати всі втрати, понесені в результаті війни. Звідси — крайнє свавілля при встановленні суми контрибуції. У такому вигляді вона була позбавлена сенсу, оскільки сама по собі могла бути причиною війни. Відшкодування військових втрат шляхом накладення контрибуції набуло особливого розвитку в епоху Коаліційних війн проти Наполеона. Наполеон не уклав жодного мирного договору, в якому б не була зазначена контрибуція. А 1815 року союзники, у свою чергу, наклали на Францію величезну контрибуцію.

## Історичні приклади
Як зазначено вище, Франція активно використовувала контрибуції під час правління Наполеона. У період від 1795 до 1808 року Франція отримала більш як двадцять контрибуцій на загальну суму 535 млн франків. З них найбільші суми віддали Голландія в 1795 році (210 млн) і Пруссія в 1808 році (120 млн). Але в 1815 році учасники Сьомої антифранцузької коаліції підписали Паризький мирний договір, за яким Франція була обкладена контрибуцією в розмірі 700 млн франків, які зобов'язана була віддати протягом п'яти років. До повної оплати боргу частина території була окупована армією союзників у кількості 150000 осіб, утримання якої також оплачувала Франція.
Після того в мирних трактатах між європейськими державами довго не було згадок про військові витрати, — можна було подумати, що звичай виведе їх з ужитку у стосунках між європейськими державами. Війни 1853–1856, 1859 і 1864 років закінчилися без контрибуцій. Їх відновила Пруссія з початком Австро-Прусської війни в 1866 році, довівши практику контрибуцій до крайніх розмірів в 1871 році: Франція повинна була сплатити, не рахуючи згаданих вище поборів, 5 млрд франків. 1866 року, після закінчення семитижневої війни з Австрією, Пруссія згідно з Празьким мирним договором наклала на Австро-Угорщину контрибуцію в розмірі 20 млн прусських талерів.
Сума всіх контрибуцій за 100 років від 1795 року становить близько 8 млрд франків (без китайської контрибуції на користь Японії в 1895 році), — з них на частку Пруссії припадає 51,4%. Контрибуція, яку Російська імперія наклала на Туреччину після війни 1877–1878 років (за угодами 1879 і 1882 років), дорівнювала 802 млн франків. Крім того, Туреччина повернула Росії південну частину Бессарабії, міста Карс, Ардаган, Батумі. З більш давніх прикладів використання контрибуції можна навести Дарданський мир, який уклали у 86 році до н. е. Рим і Понтійське царство. Мітрідат VI Євпатор полишає захоплені територій в Малій Азії, віддає 80 кораблів і платить 3000 талантів контрибуції. Візантійський імператор Костянтин IV в 678 році уклав мир з халіфом Муавією. Межі залишилися незмінними, але араби зобов'язалися виплачувати Візантії щорічну контрибуцію. 679 року хан Аспарух воював з болгарами, які перейшли Дунай. Зазнав невдачі і купив мир даниною.
Під тиском громадської думки і завдяки зусиллям радянських дипломатів держави Антанти при розробці Версальського договору формально відмовилися від контрибуцій, замінивши їх репараціями. За угодою, підписаною як додаток до Брестського миру в 1918 році, Росія зобов'язалася виплатити Німеччині контрибуцію в 6 млрд марок. Крім того, від Росії від'єднувалися Україна, Польща, Литва, Курляндія, Ліфляндія і Естляндія, а до Туреччини відходили міста Карс, Ардаган і Батумі. Фінляндія ставала незалежною державою. Після Другої світової війни мирний договір 1947 року фіксує принцип неприпустимості контрибуцій, а Женевська конвенція 1949 року забороняє їх стягування.

### Інші приклади
- Кіпро-генуезька війна (1373–1374). Кіпрське королівство зобов'язалося виплатити величезні суми щоб відшкодувати військові витрати Генуезької республіки.
- Війна за іспанську спадщину (1701–1714). У 1712 році Жак Кассар стягнув із Суринаму контрибуцію у 800 тис. ліврів, наступного року з Кюрасао — викуп у 115 тис. піастрів.
- Після Російсько-турецької війни (1768–1774) Туреччина змушена була виплатити Росії військових контрибуцій на суму 4500000 рублів.
- Нанкінський договір — договір, укладений 29 серпня 1842 між Китаєм і Великою Британією, в результаті поразки Китаю в Першій опіумній війні. За цим договором Китай виплатив Великій Британії контрибуцію в розмірі близько 21 млн доларів США.
- Російсько-турецька війна (1877—1878): 3 березня 1878 Абдул-Гамід II уклав попередній договір у Сан-Стефано, за яким визнані незалежними Румунія, Сербія, болгарські провінції здобули право на самоврядування. Росії, Сербії та Чорногорії були передані значні території, встановлена контрибуція за військові витрати (фактично це вже репарації).
- Нейїський мирний договір між Болгарією та країнами Антанти. Договір підписано 27 листопада 1919 в передмісті Парижа Нейї-сюр-Сен. Сума накладеної на Болгарію контрибуції склала 2250000000 франків золотом (407 млн дол.) або чверть національного надбання.
- Контрибуція австрійської військової адміністрації на буковинців 1775-1786 — загальний державний податок, який австрійська військова адміністрація, що урядувала в Буковині від 1774 до 1786 року, щорічно, починаючи з 1775, накладала на буковинців (за винятком духовенства і трьох верхніх класів дворянства — бояр, мазилів та резешів)[1].